# Carguero del lago

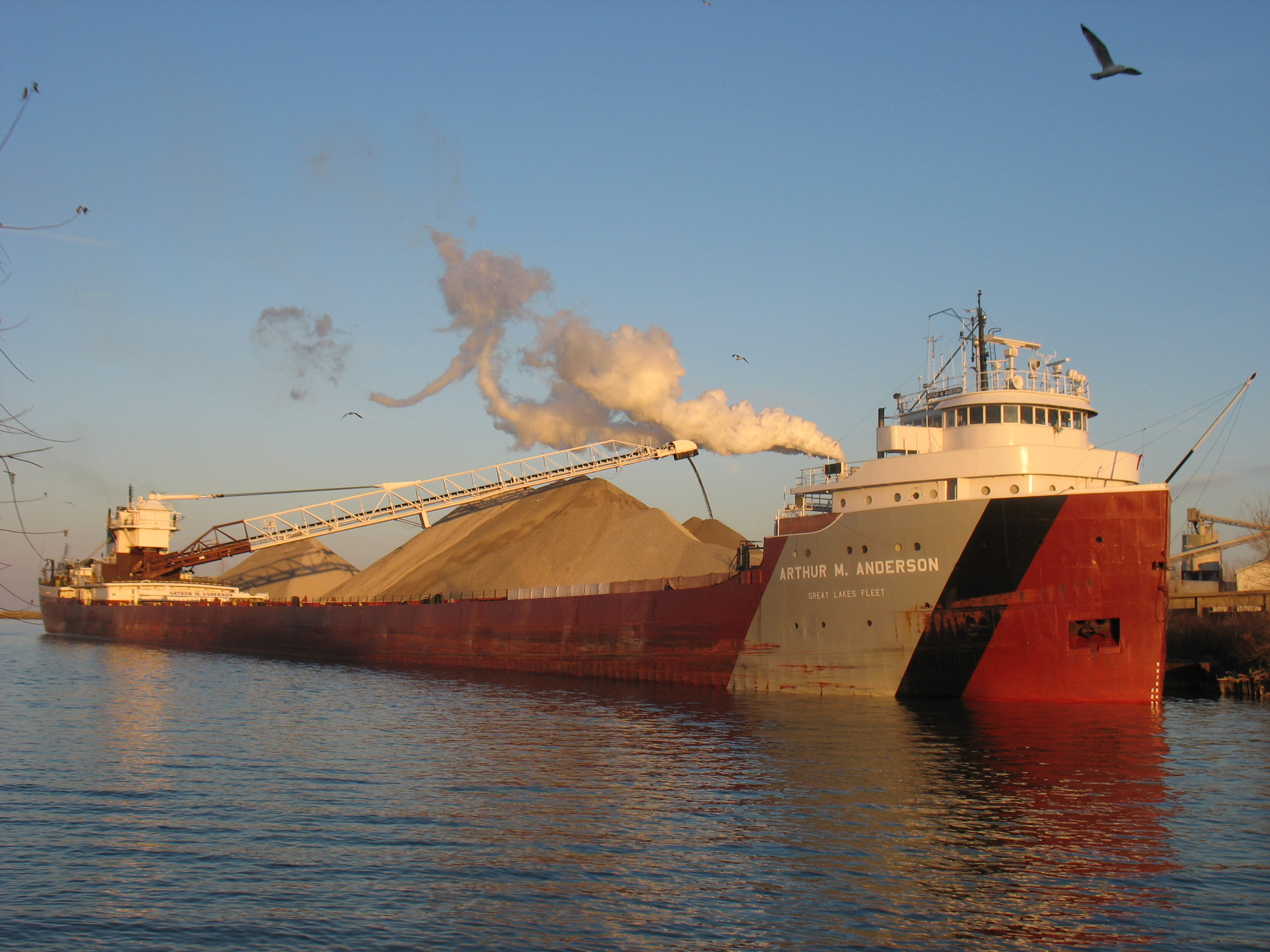
SS Arthur M. Anderson, con timonera a proa y sala de máquinas a popa, también equipado con una pluma autodescargable.

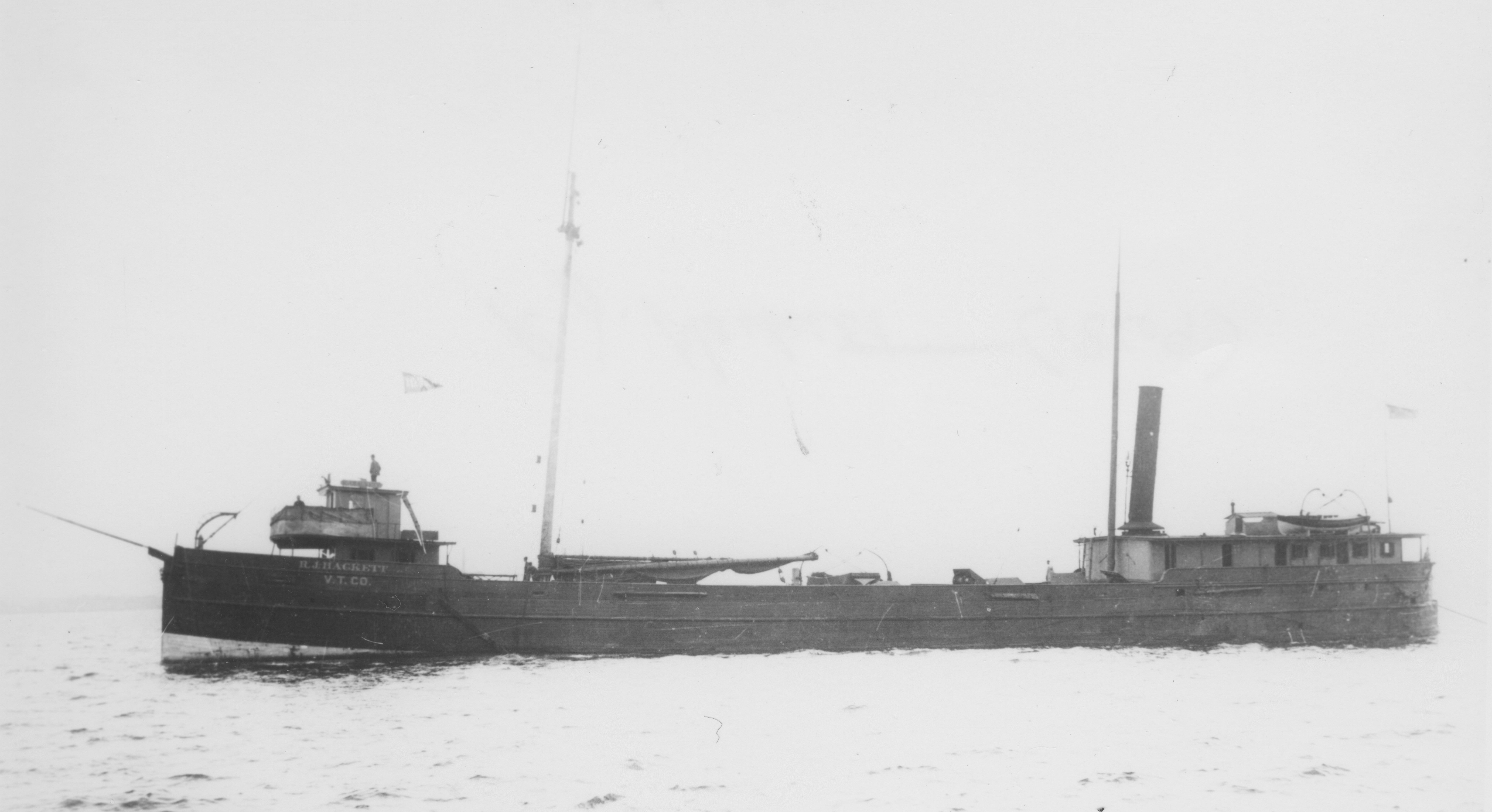
El RJ Hackett, con casco de madera, el primer granelero moderno de los Grandes Lagos

Los cargueros de lago o cargueros lacustres (en inglés: Lake freighters, o lakers), son buques de carga a granel que operan en los Grandes Lagos de América del Norte. Estos buques se denominan tradicionalmente barcos, aunque se clasifican como buques. Los cargueros suelen tener un casco largo y estrecho, una timonera elevada y el motor ubicado en la parte trasera del barco.
Los barcos de pesca de lago se han utilizado desde finales del siglo XIX para transportar materias primas desde los muelles de la región de los Grandes Lagos superiores hasta los centros industriales del Medio Oeste de los Estados Unidos. La temporada de navegación suele comenzar a finales de marzo y terminar a mediados de enero debido a la formación de hielo en los lagos.
El SS Edmund Fitzgerald, que se hundió en 1975, se hizo ampliamente conocido como el buque más grande y más reciente en naufragar en los Grandes Lagos.

## Algunos buques de este tipo hundidos
- SS Norman: se hundió por una colisión el 30 de mayo de 1895
- Carl D. Bradley: se hundió en una tormenta el 18 de noviembre de 1958
- SS Cedarville: se hundió el 7 de mayo de 1965 tras una colisión accidental
- SS Edmund Fitzgerald: hundido en una tormenta el 10 de noviembre de 1975